# El Meteoro
El Meteoro est un journal publié à Los Ángeles, au Chili, de 1866 à 1876.